# Emma de Waldeck-Pyrmont
Emma de Waldeck-Pyrmont, reina dels Països Baixos (Arolsen 1858 - La Haia 1934. Princesa de Waldeck-Pyrmont amb el tractament d'altesa sereníssima esdevingué arran del matrimoni amb el rei Guillem III dels Països Baixos, reina dels Països Baixos.
Nascuda a la ciutat d'Arolsen, actualment a l'estat de Hessen, i en aquell moment capital del petit principat de Waldeck, el dia 2 d'agost de 1858, sent filla del príncep Jordi Víctor I de Waldeck-Pyrmont i de la princesa Lluïsa de Schleswig-Holstein.
El dia 17 de gener de 1879 es casà amb el rei Guillem III dels Països Baixos a la ciutat d'Arolsen. Guillem era fill del rei Guillem II dels Països Baixos i de la gran duquessa Anna de Rússia. Guillem tenia quaranta-un anys més que la princesa Emma i ja era vidu de la princesa Sofia de Württemberg.
El primer matrimoni del rei Guillem s'havia caracteritzat per la falta d'harmonia entre la parella, les disputes eren constants a conseqüència de la diferència de caràcters i sobretot els diferents estils de vida i de pensament polític. Els tres fills nascut de la primera unió del rei Guillem moriren els anys 1850, 1879 i 1884, la qual cosa feia de la nova unió del rei un afer importantíssim per la continuïtat de la dinastia.
L'elecció de la nova muller del rei recaigué sobre la princesa Emma de Waldeck-Pyrmont. Arran d'aquest matrimoni la situació política als Països Baixos millorà i permeté al rei trobà harmonia en la seva vida privada. Emma quedà embarassada molt aviat i donà a llum a una nena que amb el pas del temps es convertí en reina dels Països Baixos:
- SM la reina Guillermina I dels Països Baixos, nada a La Haia el 1880 i morta al Palau de Het Loo el 1962. Es casà l'any 1901 amb el duc Enric de Mecklenburg-Schwerin.

Amb la mort del rei Guillem III dels Països Baixos l'any 1890, la reina Emma esdevingué la regent de la seva filla fins que aquesta complís 18 anys. L'any 1898, Guillermina esdevingué reina de ple dret dels Països Baixos.
La reina Emma morí l'any 1934 a La Haia a causa d'una complicació en una bronquitis que patia. Fou enterrada al Panteó Reial de la Catedral de Delft.